# Głużek
Głużek (prononciation : [ˈɡwuʐɛk]) est un village polonais de la gmina de Wieczfnia Kościelna dans le powiat de Mława de la voïvodie de Mazovie dans le centre-est de la Pologne.
Il se situe à environ 6 kilomètres à l'ouest de Wiśniewo (siège de la gmina), 9 kilomètres au sud-ouest de Mława (siège du powiat) et à 107 kilomètres au nord-ouest de la capitale Varsovie.

## Histoire
De 1975 à 1998, le village appartenait administrativement à la voïvodie de Ciechanów.